# カムジャタン
甘藷湯（カムジャタン）とは、朝鮮半島の鍋料理の一つ。
カムジャはジャガイモ、タンはスープの意味。直訳するとジャガイモのスープになるが、ジャガイモのスープはカムジャククといい、カムジャタンは「豚の背骨とジャガイモを煮込んだ鍋」を示す。また、豚の背骨の別名をカムジャ骨といい、カムジャ骨を使用したスープなのでカムジャタンと呼ぶ説もある。

## 概説
肉が少し付いている豚の背骨を長ネギや生姜、大蒜などと一緒に長時間煮込み、皮を剥いたジャガイモを丸のまま、もしくは大きめに切って一緒に茹で、大量の唐辛子やコチュジャン、テンジャン、醤油、塩などで味付けをする。臭い消しにエゴマの葉を入れたりもする。
食べ終えて残ったスープにご飯やキムチ、海苔などを入れてゴマ油で炒め、チャーハンを作ることもある。
韓国ではカムジャタンの専門店が多く、24時間営業をしている店も多い。一般的に小・中・大の3種類のメニューになっており、小でも2 - 3人前のため、1人前のカムジャタンはほとんど存在しない。そのかわり、1人前用メニューにピョダギヘジャングがあるが、これにはジャガイモが入っていないことが多い。